# Milion euro
Milion euro (tytuł oryginalny: Një Milion Euro) – kosowski film fabularny z roku 2005 w reżyserii Halila Budakovy. Jeden z pierwszych filmów fabularnych zrealizowanych w Kosowie po 1999 r.

## Opis fabuły
Robert Berisha jest zamożnym biznesmenem pochodzenia albańskiego, mieszkającym w USA. Przyjeżdża do Kosowa wraz z rodziną, z zamiarem robienia interesów. W Kosowie firma Berishy zaczyna budowę zakładów włókienniczych "Illyria". Inwestycja o wartości 20 mln euro, w której mają uczestniczyć dwie firmy amerykańskie i rząd Kosowa ma zatrudnić tysiąc pracowników. 
Majątek Berishy staje się łakomym kąskiem dla przestępców. Banda Beki porywa córkę Berishy, Erę - domagając się za jej głowę miliona euro. Porywacze nie mają większego doświadczenia, jeśli chodzi o opiekę nad rocznym dzieckiem. Skuteczna akcja policji kryminalnej doprowadza do uwolnienia córki, a inwestycja Berishy odnosi pełny sukces. 
Premiera filmu odbyła się 12 maja 2005 r. w kinie ABC w Prisztinie. W kinach Kosowa film ten był największym sukcesem kasowym 2005 r.

## Obsada
- Ilir Rexhepi jako Robert Berisha
- Enver Petrovci jako Beka
- Merita Budakova jako Sara
- Diellza Bunjaku jako Linda
- Alban Budakova
- Halil Budakova
- Adem Zhitopotoku
- Xhemail Agaj
- Rejhane Avdiu
- Arian Gashi
- Bujar Rexhepi
- Burim Bytyqi
- Merita Bytyqi
- Arian Gashi
- Bujar Rexhepi
- Muhamet Gashi
- Refki Morina
- Krenar Prekadini
- Jeton Elezi
- Adem Zhitopoku